# 15817 Lucianotesi
15817 Lucianotesi este o planetă minoră (asteroid), cu un diametru de , din Asteroid Amor. A fost descoperită pe 28 august 1994 la osservatorio astronomico della Montagna Pistoiese⁠(d) de Andrea Boattini⁠(d) și a fost numită după Luciano Tesi⁠(d). 
Obiectul prezintă o orbită caracterizată de o semiaxă mare de 1,3246263 UAi, o excentricitate de 0,118236, o înclinație de 13,87197 ° în raport cu ecliptica.